# Juan Mangin Hueno
Juan Mangin Hueno (Adencul, Malleco, ¿fines del siglo XVIII?-¿?, década de 1860) fue un lonco mapuche conocido por su participación en la guerra a muerte como parte del bando realista, y su posterior apoyo a las revoluciones de 1851 y 1859.

## Biografía
Fue hijo del cacique Calvuqueo y una mujer de la poderosa familia Hueque, jefe de la tribu de los arribanos (wenteche), aliado y amigo del cacique Juan Francisco Mariluan.
Cruzó la cordillera de los Andes hacia Argentina cuando tenía veinte años, viviendo con los ranqueles hasta los cuarenta o cincuenta. A su regreso a Chile, pasaba de tener unos pocos seguidores a ser rico en mocetones (guerreros), ganados y botines. Algunas fuentes estiman que volvió a inicios del siglo XIX y que habría nacido en 1760 o 1770. Otras estiman que nació en 1790, cruzó los Andes en 1810 y regresó en 1840, siendo elegido toqui un par de años después. El viajero norteamericano Edmond Reue Smith estimaba su edad en noventa o cien años en 1853. Tenía fama de mago y se decía que tenía un cherrufe, «meteorito», que decía la verdad.
Participó en la guerra a muerte, destacando por su defensa de la causa realista y su apoyo a Vicente Benavides y los hermanos Pincheira. En 1850 hizo envenenar a su rival abajino (nagche), Juan Lorenzo Colipí. Muchos guerreros luchaban por él, pues tenía fama de repatir de forma igualitaria los animales capturados en malones y solo tomar los que le correspondían. Posteriormente fue aliado de Calfucurá, enviando a su hijo a vivir en su toldo por algunos años. Smith mencionaba que él añoraba los tiempos de la monarquía española y guardaba mejores recuerdos de los españoles que de los chilenos por considerarlos más peligrosos.
Destacó por su apoyo a las revoluciones federales de 1851 y 1859. En 1862, poco antes de morir, enfrentó la incursión de tropas chilenas de Cornelio Saavedra, que deseaba avanzar hasta el río Malleco, destruyendo Negrete. Fue padre de Quilapán, que sería electo gran lonco.